# Pietro Algeri
Pietro Algeri (Torre de' Roveri, 2 oktober 1950) is een Italiaans voormalig professioneel wielrenner. Hij was zowel op de weg als op de baan actief.

## Loopbaan
Algeri werd in 1971 wereldkampioen ploegenachtervolging bij de amateurs, samen met Giacomo Bazzan, Luciano Borgognoni en Giorgio Morbiato. Hij behaalde drie nationale titels bij de Elite, één op de achtervolging en twee op de halve fond. Verder won hij samen met de Belg Willy De Bosscher tweemaal de Zesdaagse van Montréal. Na zijn professionele carrière werd hij ploegleider bij onder meer Lampre en Fuji-Servetto.
Pietro Algeri is de oudere broer van oud-wielrenner Vittorio Algeri en de vader van Matteo Algeri.

## Palmares

### Baan
| Jaar | IK                   | EK | WK                   | Overig |
| ---- | -------------------- | -- | -------------------- | ------ |
| 1969 |                      |    | Ploegenachtervolging |        |
| 1970 |                      |    |                      |        |
| 1971 | Ploegenachtervolging |    | Ploegenachtervolging |        |
| 1972 |                      |    |                      |        |
| 1973 |                      |    |                      |        |
| 1974 |                      |    |                      |        |
| 1975 | Achtervolging        |    |                      |        |
| 1976 |                      |    |                      |        |
| 1977 | Halve Fond           |    | Halve Fond           |        |
| 1978 |                      |    |                      |        |
| 1979 | Halve Fond           |    |                      |        |
| 1980 |                      |    |                      |        |

### Zesdaagsen
| Jaar | Zesdaagse van | Samen met        | Resultaat |
| ---- | ------------- | ---------------- | --------- |
| 1979 | Montréal      | Willy Debosscher | Goud      |
| 1980 | Montréal      | Willy Debosscher | Goud      |

### Weg
1971
Proloog Wielerweek van Bergamo
1979
Circuito del Porto-Trofeo Arvedi

### Resultaten in voornaamste wedstrijden
| Jaar | Ronde van Italië | Ronde van Frankrijk | Ronde van Spanje |
| ---- | ---------------- | ------------------- | ---------------- |
| 1974 |                  |                     |                  |
| 1975 |                  |                     |                  |
| 1976 | 85e              |                     |                  |
| 1977 | 111e             |                     |                  |
| 1978 | 90e              |                     |                  |
| 1980 | uitgesloten      |                     |                  |

| Jaar | Milaan-San Remo |
| ---- | --------------- |
| 1974 | 26e             |
| 1975 | 89e             |
| 1976 | 23e             |
| 1977 | 144e            |
| 1978 | 26e             |
| 1980 |                 |

## Ploegen
- 1974 –  Bianchi-Campagnolo
- 1975 –  Bianchi-Campagnolo
- 1976 –  GBC-TV Color
- 1977 –  GBC-TV Color
- 1978 –  Intercontinentale
- 1979 –  Sapa
- 1980 –  Boule d'Or-Studio Casa-Colnago
- 1981 –  Banca Popolare di Milano
- 1982 –  Immobiliare Gambirasio